# 梅斯维尔 (南卡罗来纳州)
梅斯维尔（英文：Mayesville），是美国南卡罗来纳州下属的一座城市。城市类型是“Town”。其面积大约为3.42平方英里（8.86平方公里）。根据2010年美国人口普查，该市有人口731人，人口密度约为每平方 英里213.74人（约合每平方公里82.53人）。